# Dragoljub Čirić
Dragoljub Miladin Čirić (Novi Sad, 12 novembre 1935 – 17 agost 2014) era un jugador d'escacs Gran Mestre serbi i exjugoslau. Va obtenir el títol de Mestre Internacional el 1961 i va esdevenir Gran Mestre el 1965.

## Resultats notables per equips
Čirić va jugar representant Iugoslàvia les Olimpíades del 1966 i 1968. Els seus resultats varen ser:
- Olimpíada d'escacs de 1966 a L'Havana – Čirić va puntuar un perfecte 8/8 jugant com a segon tauler, i Iugoslàvia va acabar quarta.[2]
- Olimpíada d'escacs de 1968 a Lugano – Čirić va puntuar 5/7 i Iugoslàvia va acabar segona, rebent la medalla de plata.[3]

Čirić també va jugar al Campionat d'Europa d'escacs per equips dues vegades, els anys 1961 i 1965. Els seus resultats foren els següents:
- 2n del Campionat Europeu per equips 1961 Oberhausen – Čirić va puntuar 6½/9 en el tauler 7, rebent la medalla individual d'or. Iugoslàvia va acabar segona (darrere de l'URSS) rebent la medalla de plata.[4]
- 3r del Campionat Europeu per equips 1965 Hamburg – Čirić va puntuar 4/8 en el tauler 9, rebent la medalla de bronze individual. Iugoslàvia altre cop va acabar segona darrera de l'URSS per la medalla de plata per equips.[5]

## Resultats individuals notables
- Memorial Txigorin 1965: 3r (els guanyadors foren Wolfgang Unzicker i Borís Spasski)[6]
- Sarajevo 1966: 1r= 11/15 (amb Mikhail Tal)[7]
- Hoogovens Beverwijk 1967: 3r (el guanyador fou Spassky)
- Sarajevo 1968: 1r= 10/15 (amb Anatoli Lein)[8]

## Mort
La seva mort als 78 anys va ser anunciada per la Federació d'Escacs de Belgrad el 17 d'agost 2014.